# キル・エム・オール
キル・エム・オール（Kill 'Em All）は、アメリカのヘヴィメタルバンド・メタリカのデビュー・アルバム。発表当時はヒットしなかったが、後にスラッシュメタルの先駆けとして再評価された作品。1984年に日本発売された時は、ジャケットのイメージから『血染めの鉄鎚（ハンマー）』という邦題がついていた。

## 解説
デビュー前、メタリカは2回のメンバー・チェンジを経験した。ロン・マクガヴニー（ベース）が脱退して後任にクリフ・バートンが加入し、更にデイヴ・ムステイン（リードギター）を解雇してカーク・ハメットが加入。本作収録曲の大半は、既にデモ・レコーディングされていた楽曲の再録なので、デイヴが作曲に関与したものも4曲ある。一方、クリフはベース・ソロによるインストゥルメンタル曲「(Anesthesia)Pulling Teeth」を作ったのみに止まり、カークは曲作りに参加していない。
「The Four Horsemen」は、元来セックスを題材とした「Mechanix」という曲であったが、本作のレコーディングにあたりヨハネの黙示録の四騎士を題材にした歌詞に変更された。また楽曲自体も、中間パートを加え「Mechanix」より長い構成になっている。
デイヴ・ムステインは、メガデス結成後に自分が作曲に関わった「Mechanix」のオリジナルに近いバージョンをメガデスのデビュー・アルバム『キリング・イズ・マイ・ビジネス』（1985年）に収録した。メタリカの伝説のデモ・テープ『ノー・ライフ・ティル・レザー』で「Mechanix」のオリジナルバージョンを聴く事が出来る。
メタリカの「The Four Horsemen」のイントロリフはブリッジミュートをしたオルタネートピッキングなのに対し、メガデスの「Mechanix」はミュートをせず、ピッキングもダウンピッキング→プリングである。ジェイムズ、デイヴがギターを弾いているノー・ライフ・ティル・レザー収録の「Mechanix」では2人が前述の2通りの奏法を分担している。
『ローリング・ストーン誌が選ぶオールタイム・ベスト・デビュー・アルバム100』に於いて、54位にランクイン。

## ボーナス・トラック
CD化に伴い、ダイアモンド・ヘッドのカバー「Am I Evil?」と、ブリッツクリーグ (バンド)のカバー「Blitzkrieg」が追加収録された。これらは元々、EP「Creeping Death」に収録されていたものである。しかし、1992年の再発CDでは、これら2曲は外されてしまうが、1998年発表のカバー・アルバム『ガレージ・インク』に収録され、現在ではそちらで聴ける。

## 収録曲
1. ヒット・ザ・ライツ - Hit the Lights （Hetfield-Ulrich）
2. ザ・フォー・ホースメン（*電撃の騎士） - The Four Horsemen （Mustaine-Hetfield-Ulrich）
3. モーターブレス - Motorbreath （James Hetfield）
4. ジャンプ・イン・ザ・ファイアー（*炎のジャンプ） - Jump in the Fire （Mustaine-Hetfield-Ulrich）
5. （アネージア）プリング・ティース - (Anesthesia)Pulling Teeth （Cliff Burton）
6. ウィップラッシュ（*鞭） - Whiplash （Hetfield-Ulrich）
7. ファントム・ロード - Phantom Lord （Mustaine-Hetfield-Ulrich）
8. ノー・リモース （*懺悔無用）- No Remorse （Hetfield-Ulrich）
9. シーク・アンド・デストロイ（*見つけて壊せ） - Seek & Destroy （Hetfield-Ulrich）
10. メタル・ミリティア（*メタル軍団） - Metal Militia （Mustaine-Hetfield-Ulrich）

　　　　　※（*）は1984年当時の邦題。

## 演奏メンバー
- ジェイムズ・ヘットフィールド（ボーカル、ギター）
- カーク・ハメット（ギター）
- クリフ・バートン（ベース）
- ラーズ・ウルリッヒ（ドラムス）